# Porcuna
Porcuna es una localidad y municipio español situado en la parte occidental de la comarca Metropolitana de Jaén, en la provincia de Jaén, comunidad autónoma de Andalucía. Limita con los municipios jienenses de Lopera, Arjona, Torredonjimeno e Higuera de Calatrava, y con los municipios cordobeses de Valenzuela, Baena y Cañete de las Torres. Cuenta con una población de 5907 habitantes (INE 2024).
El municipio porcunense comprende los núcleos de población de Porcuna —capital municipal— y Alharilla. Su principal fuente de ingresos es la recolección de la aceituna aunque históricamente lo fuera el cereal. Entre los principales motivos para su visita están los restos del castillo de la Orden de Calatrava del que sobresale como mejor conservada la Torre Nueva (o "de Boabdil"). Además son dignos de visita la iglesia románica y priorato calatravo de San Benito, la iglesia parroquial de Nuestra Señora de la Asunción, sucesora de la también calatrava parroquia gótica de Santa María la Mayor, las ruinas romanas de Obvlco/Ibolca, el Paseo de Jesús (con su mirador "La Redonda", su Iglesia de Jesús y su espléndido camarín), la Casa de la Piedra, así como distintas ermitas. Su fiesta más notable es la Romería de Nuestra Señora de Alharilla, el segundo domingo de mayo.
La actual pronunciación Porcuna proviene de una evolución lingüística originaria de la antigua Ibolca túrdula, la posterior Obvlco de la época romana, la Obolcon visigoda y la Bulkūna بلكونة durante el periodo de Al-Ándalus. La grafía y fonética del nombre de la ciudad durante su época tartésica son aún desconocidos.
Por su geoestratégica posición y morfología de fortaleza natural, Porcuna ha tenido una importante relevancia histórica desde el punto político y, especialmente, militar. Así, sirvió de cuartel general del ejército de Julio César en la Batalla de Munda en el 46 a. C. y la posterior conquista y saqueo de la Córdoba pompeyana en el 49 a. C., gracias a lo que le fue otorgado su título de Municipio Pontificense y Urbs Victrix Nobilis (Victoriosa Noble Ciudad) accediendo con ello a la ciudadanía romana; ya en el Medievo, su nunca conquistado castillo calatravo sirvió de cárcel al rey Boabdil (Abū ʿAbd Allāh Muḥammad b. ʿAlī) que fue apresado por los cristianos en la Batalla de Lucena, en 1483, y desde él, donde tenía su sede fija, el ejército de la Orden de Calatrava cercó e incendió Jaén en 1465; sirvió de base al General Castaños para reunir sus ejércitos en la Batalla de Bailén en 1808; y por último, durante la Guerra Civil, sufrió pasar toda la contienda en pleno frente lo que le supuso continuos bombardeos terrestres y aéreos por ambos bandos. Esto contribuyó en gran medida a la destrucción que la ciudad ha padecido durante el pasado siglo XX de gran parte de su histórica monumentalidad urbana.
Como muestra adicional de su relevancia histórica, en 1975 se halló en el paraje conocido como Cerrillo Blanco el mayor y más importante conjunto escultórico de época túrdula conocido hasta la fecha, del cual se recuperaron unos 1500 fragmentos. Dichas esculturas pueden asociarse a una edificación monumental, que narraría la historia de un linaje aristocrático, esculturas que fueron mutiladas y destruidas en alguna de las luchas intestinas de la época túrdula, y trasladadas y enterradas en el Cerrillo Blanco en torno al siglo V a. C.

## Geografía física
Su término municipal se sitúa en una comarca de paisaje monótono, aunque más accidentado que la vecina campiña cordobesa, contando con una extensión total de 176,26 km². Su relieve es semi-llano, con multitud de grandes lomas y colinas modeladas sobre terrenos blandos y margosos (depósitos fluviales) del Mioceno Superior; con una altitud media de 473 metros. Sus suelos son calizos, poco o medianamente evolucionados, predominando los suelos margosos y claros (albarizas), existiendo pocas zonas de bujeos, que aunque también es un suelo poco desarrollado tiene un alto nivel de fertilidad. En general, sus suelos son profundos y fértiles, de pH ligeramente básico.
Riegan el término el río Salado (afluente del Guadalquivir) que lo atraviesa de sur a norte, de escaso caudal, con otros arroyos de menor importancia que van a afluir al mismo (el Saladillo, Quiebracinchas, Zurraque, Carrasquilla, Torre del Alcázar y otros). En la época de estío tanto el río Salado como los arroyos se secan, no pudiéndose aprovechar para regadíos.

### Clima
El clima es mediterráneo continental-templado, en torno a los 17 °C. de media anual y precipitaciones que rondan los 500 litros anuales por metro cuadrado, pero con una irregularidad interanual de la lluvia y con períodos extensos de sequía, amenazando la agricultura, pilar fundamental de su economía.

### Municipios limítrofes
| Noroeste: Bujalance         | Norte: Lopera   | Noreste: Arjona               |
| Oeste: Cañete de las Torres |                 | Este: Arjona y Torredonjimeno |
| Suroeste: Baena             | Sur: Valenzuela | Sureste: Higuera de Calatrava |

### Otros núcleos de población
- Alharilla: aldea situada a 4 kilómetros de Porcuna, donde se encuentra la ermita de Nuestra Señora de Alharilla, patrona del pueblo.
- San Pantaleón (Caserío): estuvo poblado hasta la segunda mitad del siglo XX.
- Atalaya (Caserío)

## Historia

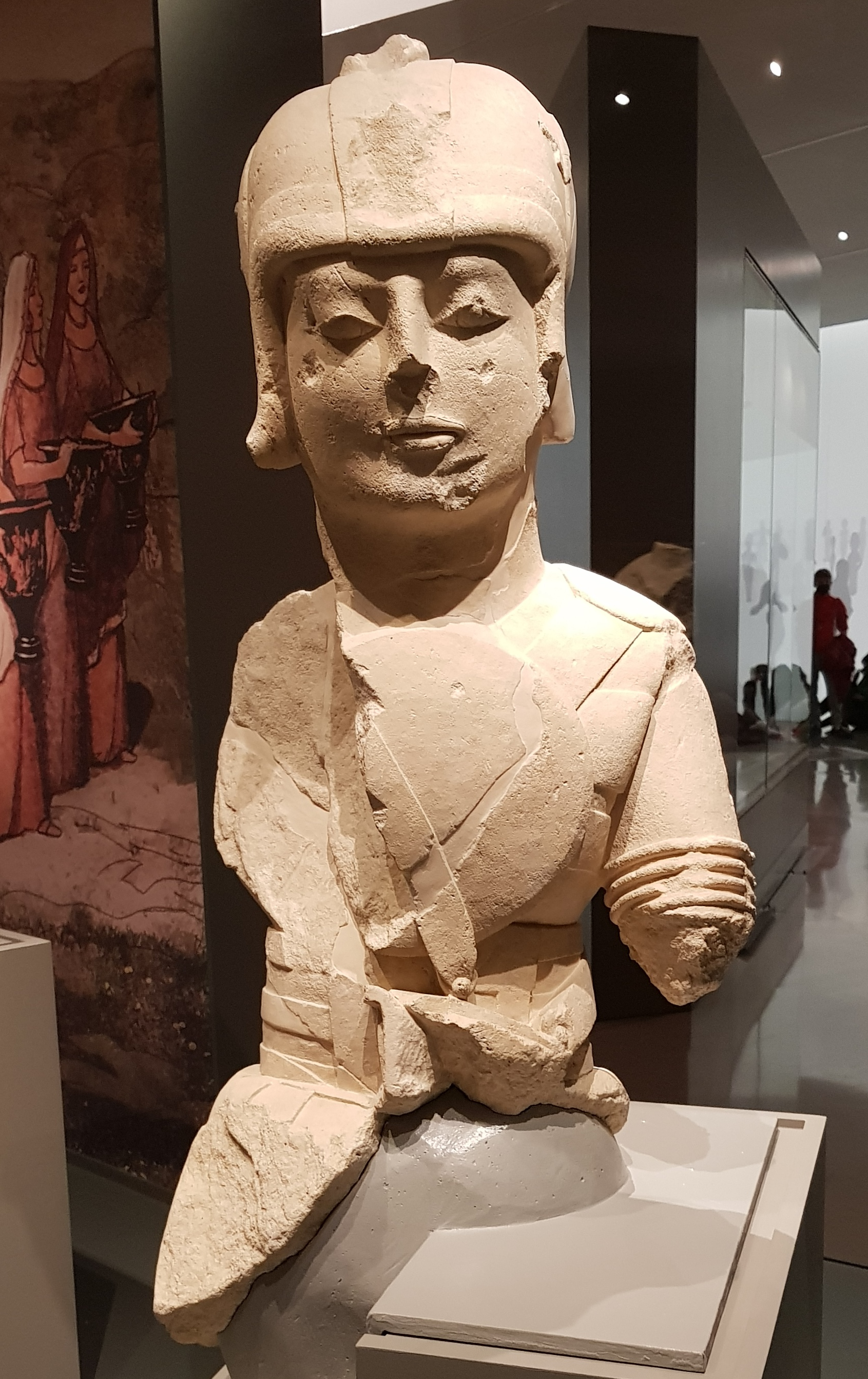
Guerrero de la doble armadura. Yacimiento arqueológico íbero de Cerrillo Blanco, Museo Íbero de Jaén.

Porcuna ha sido en los últimos veinte mil años un lugar privilegiado, desde las primeras estancias periódicas paleolíticas, con una ocupación ininterrumpida durante toda la Prehistoria reciente (Neolítico, Cobre y Bronce), Protohistoria (bronce final, hierro Antiguo), época túrdula, donde fue la ciudad-estado de Ibolca túrdula, posterior Obvlco en la época romana y Bulkūna' musulmana en el periodo de al-Ándalus, que luego fue cristiana. Todo para finalmente llegar a la actual Porcuna fruto de la evolución de la población autóctona.

### Prehistoria
Los orígenes de Porcuna se remontan a un grupo de aldeas del Neolítico Final localizadas en su entorno. En la Edad del Cobre (III milenio a. C.) la zona se convierte en un centro nuclear de la Campiña. Las investigaciones arqueológicas han descubierto en el cerro de los Alcores una de las fortificaciones más antiguas documentadas en el Alto Guadalquivir, con doble cerco amurallado rodeado cabañas circulares. Otro poblado similar se encuentra en el cerro de Albalate y ambos se mantuvieron durante la Edad del Bronce (II milenio a. C.).

### Época túrdula

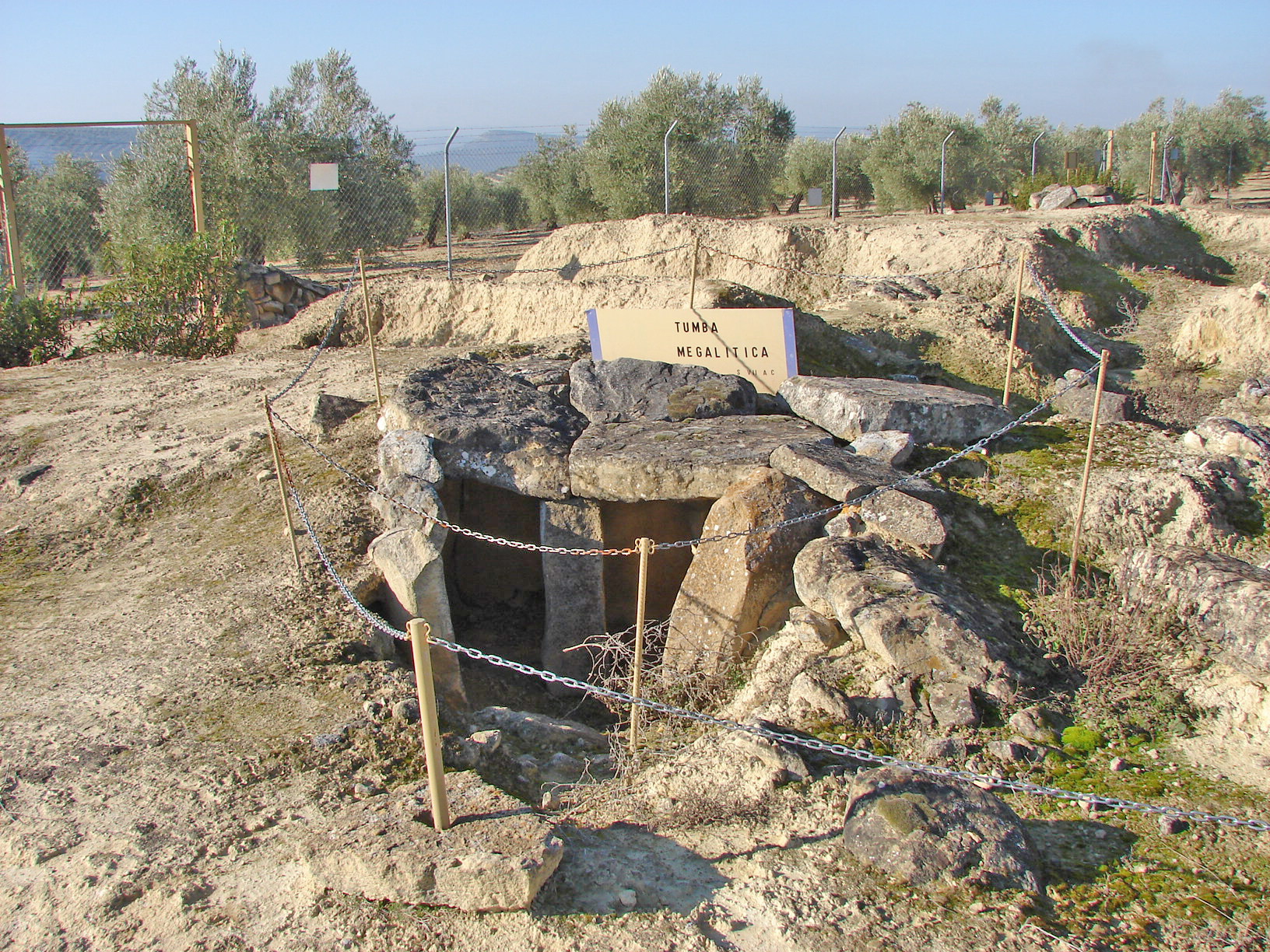
Tumba megalítica en el yacimiento arqueológico de Cerrillo Blanco.

En los siglos VII y VI a. C. se conformó la cultura túrdula en estas tierras y así, en el cerro de los Alcores, aparece una nueva ordenación urbana, de trazado geométrico, con casas rectangulares de paredes de adobe que se alzan sobre zócalos de piedra, a veces estucados con barro. La zona mantuvo su condición de gran centro de la campiña y en esta época túrdula emergió una aristocracia con modelos políticos heroicos, al igual que otras regiones mediterráneas. Esta élite, para perpetuar su estirpe, representó sus hazañas y sus orígenes, legándonos de paso el maravilloso conjunto escultórico de los guerreros de Cerrillo Blanco, que ya son emblema de esta cultura. Estas esculturas estaban en un recinto sacro del cerro de los Alcores, pero poco después de su erección fueron enterradas en la necrópolis de Cerrillo Blanco.
En esta época, Porcuna era la ciudad-estado de Ibolca, con acuñaciones propias de moneda. El lenguaje usado era el túrdulo, cuyo alfabeto está descrito, pero sin conocerse aún el significado de las palabras. La símbolos alfabéticos han sido encontrados en monedas y en alguna estela.

### Época romana
En esta moneda, mientras que el anverso tiene una leyenda "OBVLCO" en Alfabeto latino, el reverso dice:
 "ORCaILV" y:
La Obulco romana fue el origen de la actual Porcuna, confirmado por los hallazgos epigráficos y los textos de Plinio, Ptolomeo y Estrabón. Durante la república y el primer imperio la ciudad tuvo gran importancia y disfrutó de cierta autonomía, ya que acuñaba su moneda. En la guerra civil entre César y Pompeyo, Obulco tomó partido decidido por el primero y, según Estrabón, aquí fue donde César preparó la decisiva batalla de Munda, en el año 45 a. C. Las principales obras de ingeniería romana que han llegado a nuestros días son la cisterna de La Calderona, inaugurada en 2024, y el anfiteatro romano, actualmente en proceso de restauración y puesta en valor.

### Edad Media
En época musulmana se llamó Bulkuna y era una de las capitales de distrito (iqlim). Han quedado muchos vestigios de aquellos años en topónimos como Alharilla.
Tras ser conquistada en 1241 por Fernando III, el rey la cedió a la Orden de Calatrava, que la convirtió en uno de sus principales enclaves (Encomienda de Porcuna). La orden la dotó de fuertes defensas, de las que todavía subsisten algunas torres y tramos, albergando un alcázar y una torre del homenaje de planta ochavada.
En 1242 Alfonso X la cambió a los calatravos por Cabra. Porcuna se hizo realenga y fue cedida al Concejo de Jaén como aldea. Volvió a la Orden de Calatrava en 1402 y en ella se mantuvo hasta el siglo XIX. De los cinco prioratos que la Orden tenía en Andalucía en el siglo XVI, dos estaban en Porcuna, San Benito y Santa María, lo que da idea de la importancia adquirida. En estas fechas había desaparecido la Encomienda de Porcuna pero se había establecido en esta villa la Encomienda de la Torre del Cañaveral. Otras instituciones calatravas eran la fortaleza-alcaldía de la villa y la Mesa Maestral, que poseía numerosos bienes.

### Edad Moderna
Tras el fin de la Reconquista por parte de los Reyes Católicos, el señorío que la Orden de Calatrava ejercía sobre Porcuna era solo teórico, puesto que, además de designar a los titulares de sus beneficios, era la Corona la que poseía o controlaba los derechos señoriales más importantes, gestionaba y disfrutaba sus bienes más valiosos y rentables, percibiendo por todo ello la mayor parte de los ingresos que la Orden tenía en la villa. Todo lo anterior hizo que la situación de Porcuna quedase a medio camino entre el señorío y el realengo.
Ya en tiempos de Carlos I surge el problema comunero, que en Porcuna se materializó en el apoyo a los derechos del emperador, contra la sublevación comunera y bajo el mando del marqués de Mondéjar. La derrota comunera trajo la estabilidad a Porcuna, y su definitiva consolidación como ente poblacional, ya con alrededor de 4000 vecinos a finales del siglo XVI. Esa consolidación se tradujo a principios del siglo XVII en la concesión regia, por parte de Felipe III, de "un privilegio real que la sustraía de Martos y se le concedía a los dos alcaldes ordinarios". En esa época nace en Porcuna el poeta satírico del siglo de oro Juan del Valle y Caviedes. A partir de ahí, y a lo largo de los siglos XVII y XVIII, Porcuna vive sumida en una larga fase depresiva, marcada por las malas coyunturas agrarias, la fuerte presión de la Hacienda Real y el descenso de su población. A finales del siglo XVIII, la villa de Porcuna contaba con poco más de 4000 habitantes.

### Edad Contemporánea
En 1808, las tropas del general Castaños se reunieron en Porcuna para diseñar la decisiva batalla de Bailén contra los franceses. En esa batalla intervino la heroína María Bellido, que había nacido en Porcuna. Porcuna participó activamente en el marco de las primeras luchas del liberalismo español, y lo hacía en el bando representado por las Cortes gaditanas y en defensa de los derechos dinásticos de Fernando VII. Tras la primera guerra carlista llegó una larga etapa de estabilidad institucional a mediados del siglo XIX. En estas décadas Porcuna seguía creciendo: los poco más de 5000 habitantes de la década de 1840 se transformaron en cerca de 8.000 en la década de 1860, alcanzándose diez años después los 9.000 habitantes. Este crecimiento demográfico se acompañó también de un proceso de expansión agraria, centrada en la localidad en la extensión de cultivos tradicionales como el cereal y, en menor medida el olivar.
En 1919, junto a Lopera y Arjona, Porcuna fue una de las localidades que protagonizaron la lucha campesina contra el caciquismo, totalmente implantado en esa época hasta el punto de que se produjo un vacío de poder público. La situación entre los agricultores y las fuerzas que enviaban los caciques se crispó hasta el punto de registrarse enfrentamientos violentos en Lopera y en Porcuna con la muerte de una niña herida por una bala, 18 trabajadores heridos y más de cien presos.
En la década de 1930 se suceden la desarticulación de la vieja política caciquil, el triunfo político de republicanos y socialistas en el marco de la II República, la radicalización de las posturas y de los enfrentamientos y la escalada de la tensión social en la localidad. En 1934 Porcuna fue uno de los municipios españoles donde se secundó la huelga de junio de 1934 convocada por la Federación Nacional de Trabajadores de la Tierra de la UGT. Con la restauración del orden hubo numerosas penas de carcel. Cuatro meses después, del 5 al 7 de octubre, durante la revolución de 1934, las Juventudes Socialistas protagonizaron incidentes contra el Gobierno. Los encarcelados por los sucesos de 1934 fueron indultados en febrero de 1936 tras la victoria electoral del izquierdista de Frente Popular.
Todo ello, al igual que en el resto de España, desembocó en la Guerra Civil que comenzó en 1936 y que en Porcuna se vivió de forma intensa, al quedar de nuevo situada en el entorno de la delimitación entre republicanos y franquistas en la línea de Córdoba así como por el propio hecho de la batalla de Lopera en diciembre de 1936.
El 22 de febrero de 1937 se reinauguró la línea de autobuses S.A.T.A. con Córdoba, siendo ya una zona segura del frente franquista.

## Geografía humana

### Demografía
Cuenta con una población de 5907 habitantes (INE 2024).
| Gráfica de evolución demográfica de Porcuna entre 1842 y 2021                                                         |
| |
| Población de derecho según los censos de población del INE. Población de hecho según los censos de población del INE. |

### Población por núcleos
Desglose de población según el Padrón Continuo por Unidad Poblacional del INE.
| Núcleos   | Habitantes (2014) | Varones | Mujeres |
| --------- | ----------------- | ------- | ------- |
| Alharilla | 15                | 9       | 6       |
| Porcuna   | 6615              | 3347    | 3268    |

## Economía
Tradicionalmente, la principal base económica del municipio ha sido la agricultura. La totalidad de su territorio está labrado, correspondiendo la mayor parte del mismo a olivar de campiña. Los cultivos de trigo, leguminosas y girasol ocupan las tierras dedicadas a herbáceos. Otras actividades relevantes son la carpintería, la industria del poliéster, la calderería, la cantería de piedra natural y la artesanía en madera de olivo y esparto natural.

## Organización político-administrativa

### Elecciones municipales
| Elecciones municipales desde 1979                     |      |      |      |      |      |      |      |      |      |      |      |      |
|                                                       | 1979 | 1983 | 1987 | 1991 | 1995 | 1999 | 2003 | 2007 | 2011 | 2015 | 2019 | 2023 |
| C's                                                   | -    | -    | -    | -    | -    | -    | -    | -    | -    | -    | 10   | 9    |
| AP/PP                                                 | -    | 6    | 6    | 6    | 5    | 5    | 5    | 7    | 9    | 9    | 1    | 2    |
| PSOE                                                  | 6    | 7    | 6    | 6    | 7    | 7    | 7    | 4    | 3    | 3    | 2    | 2    |
| VOX                                                   | -    | -    | -    | -    | -    | -    | -    | -    | -    | -    | 0    | -    |
| PCE/IU                                                | 1    | 0    | 1    | 1    | 1    | 1    | 0    | -    | -    | -    | -    | -    |
| PA                                                    | -    | -    | -    | -    | -    | -    | -    | 1    | 1    | 1    | -    | -    |
| UCD/CDS                                               | 6    | -    | 0    | -    | -    | -    | -    | -    | -    | -    | -    | -    |
| APLI                                                  | -    | -    | -    | -    | -    | -    | 1    | 1    | 0    | -    | -    | -    |
| En negrilla el partido más votado                     |      |      |      |      |      |      |      |      |      |      |      |      |
| Fuente:Datos de las elecciones municipales desde 1979 |      |      |      |      |      |      |      |      |      |      |      |      |

### Alcaldía
| Periodo   | Nombre                                                            | Partido                                       |
| --------- | ----------------------------------------------------------------- | --------------------------------------------- |
| 1979-1983 | Manuel Salas Gascón                                               |                                               |
| 1983-1987 | Manuel Salas Gascón                                               |                                               |
| 1987-1991 | Luis Bárez Martínez                                               |                                               |
| 1991-1995 | Luis Carlos Funes Quero                                           |                                               |
| 1995-1999 | Luis Carlos Funes Quero                                           |                                               |
| 1999-2003 | Luis Carlos Funes Quero                                           |                                               |
| 2003-2007 | Luis Carlos Funes Quero 2003: Ana María Moreno de La Cova         |                                               |
| 2007-2011 | Miguel Antonio Moreno Lorente                                     | Logo del PP desde 2008 hasta 2015             |
| 2011-2015 | Miguel Antonio Moreno Lorente                                     | Logo del PP desde 2008 hasta 2015             |
| 2015-2019 | Miguel Antonio Moreno Lorente 2018: Miguel Antonio Moreno Lorente | No adscrito                                   |
| 2019-2023 | Miguel Antonio Moreno Lorente                                     | Imagotipo de Ciudadanos desde 2017 hasta 2023 |
| 2023-act. | Miguel Antonio Moreno Lorente                                     | Imagotipo de Ciudadanos desde 2017 hasta 2023 |

## Edificios y lugares de interés

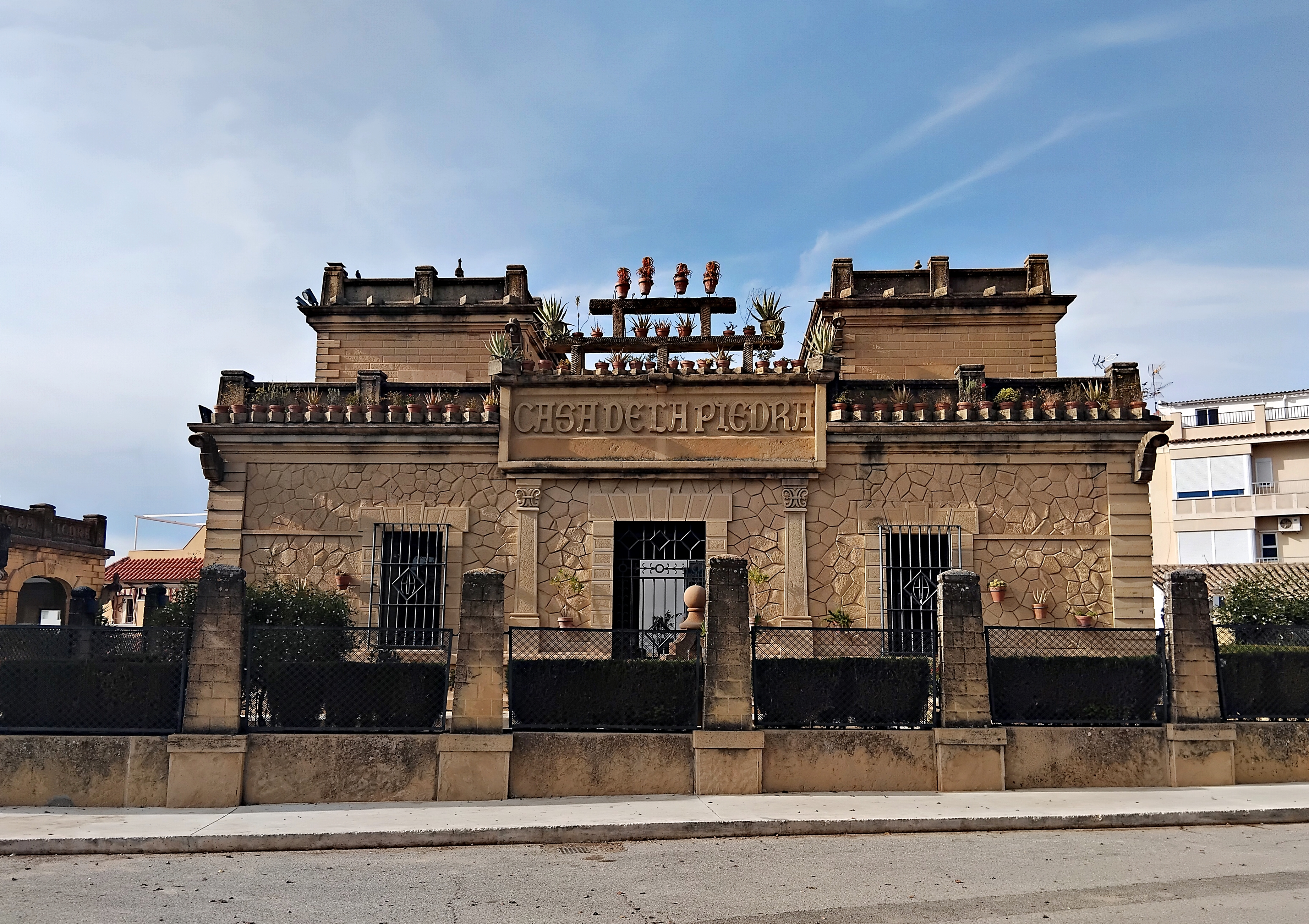
La Casa de la Piedra, realizada en 29 años por un solo hombre.

### Casa de la Piedra
La Casa de la Piedra fue construida por el cantero Antonio Aguilera "Gronzón" entre 1931 y 1960. Su bella y compleja arquitectura es una de las máximas manifestaciones de la cantería local y de la figura genial de su creador. Fue restaurada en 2018 y finalmente adquirida por el Ayuntamiento de Porcuna en 2023 por 600.000 euros.

### Cisterna romana de La Calderona

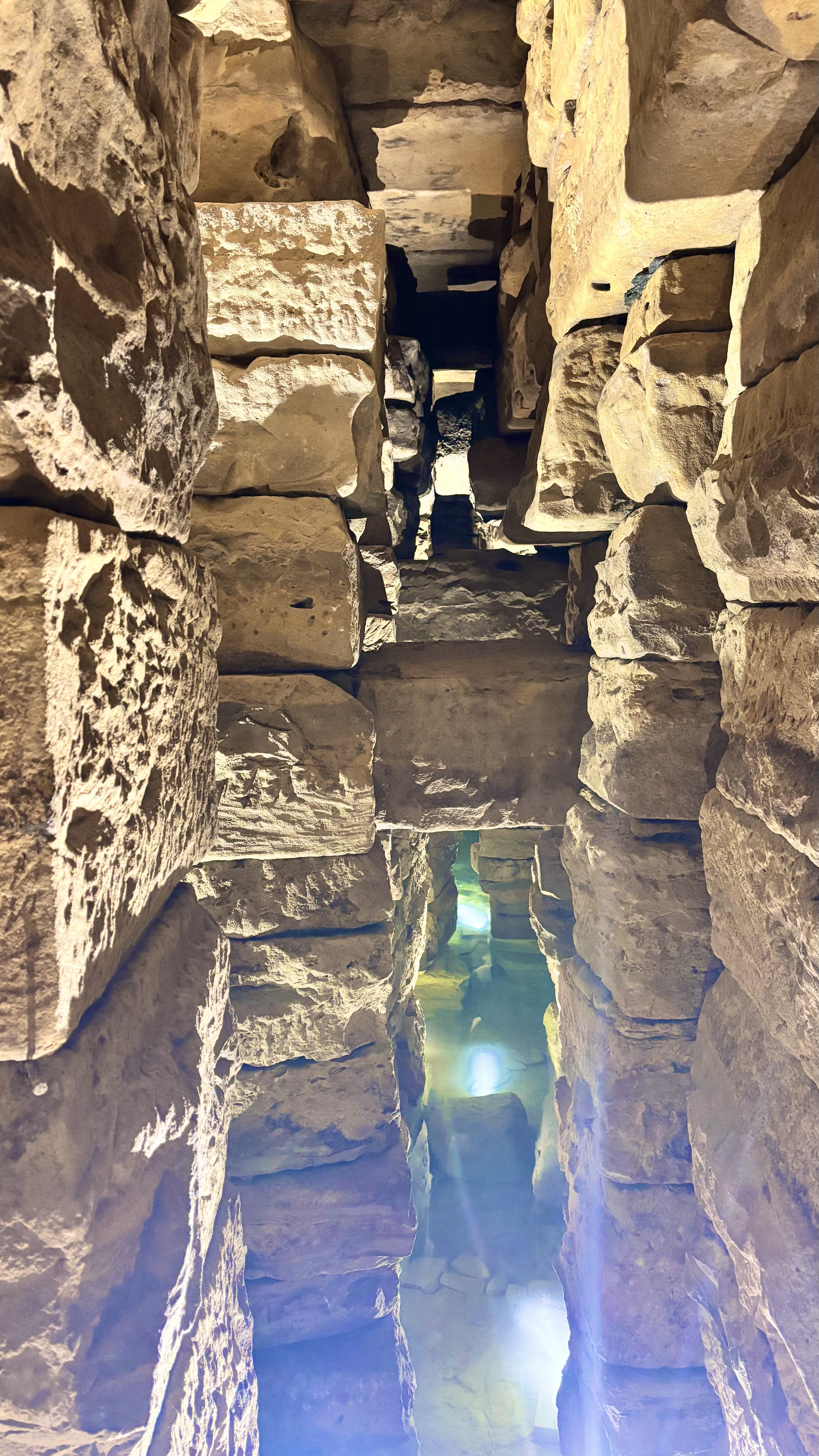
Cisterna romana de La Calderona

La cisterna romana de Porcuna, también conocida como La Calderona, es conocida desde antaño en el pueblo, aunque su investigación no comenzó hasta después de la guerra civil española, cuando fue utilizada como refugio antiaéreo. Las obras para su apertura comenzaron en 2021 y finalmente se abrió al público el 11 de de julio de 2024, con el añadido de un barrio romano en muy buen estado de conservación.

### Plaza de Andalucía, arco y ayuntamiento

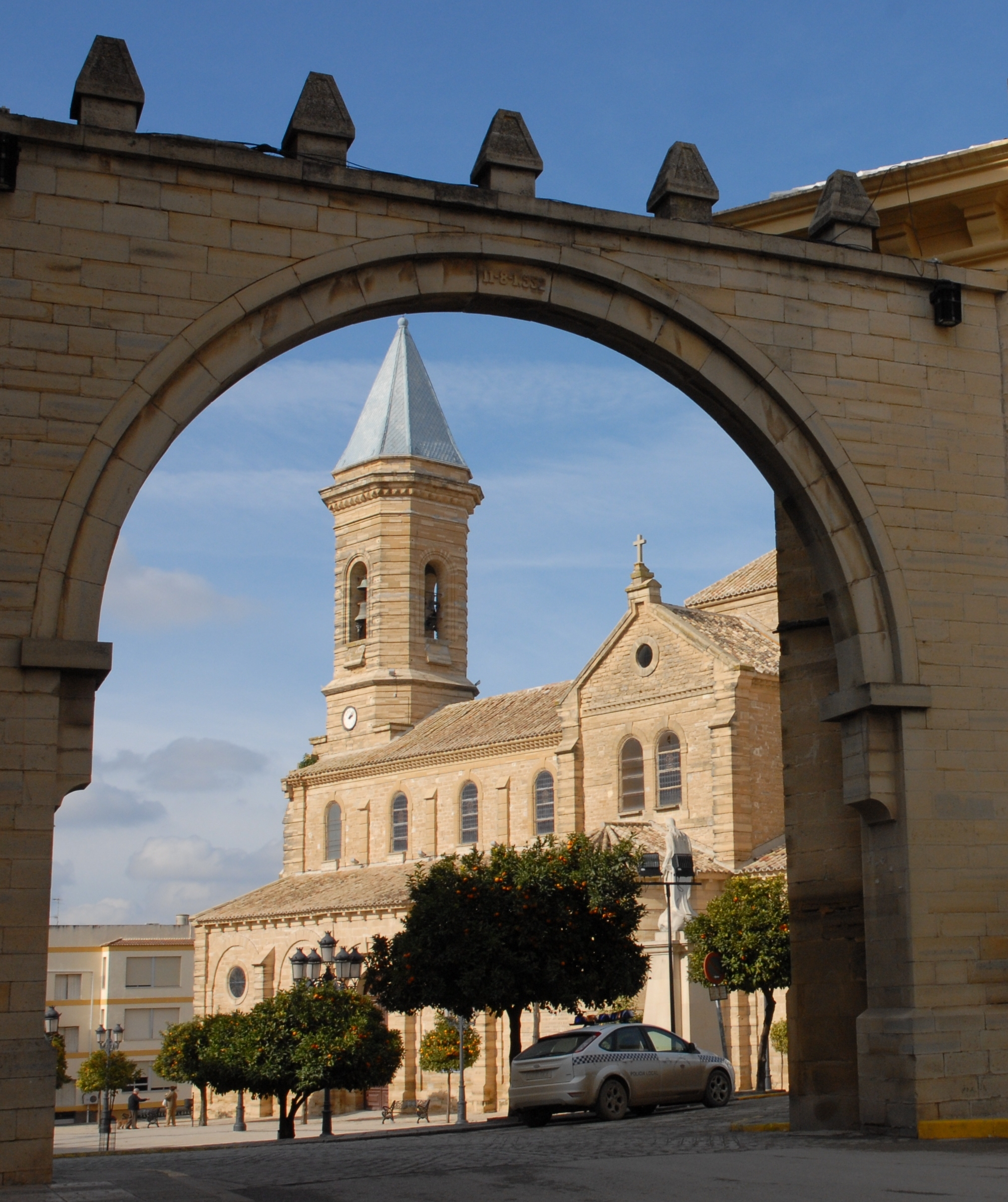
Arco, plaza de Andalucía e iglesia parroquial de Nuestra Señora de la Asunción de Porcuna

El arco y la iglesia parroquial de Nuestra Señora de la Asunción (1910) se sitúan en la plaza de Andalucía. La iglesia posee en sus tres bóvedas pinturas murales del pintor cordobés Julio Romero de Torres.
El centro religioso, administrativo y social lo constituye la plaza de Andalucía, de generosas proporciones y casas con arquerías y balconadas corridas, a la que se accede a través de un arco sustitutivo de otro de origen gótico. Este arco, que era la puerta de entrada a la fortaleza medieval del antiguo recinto amurallado, fue reconstruido en 1952 sobre el antiguo arco medieval.
El edificio del Ayuntamiento es el Antiguo Real Pósito, neoclásico, construido por Carlos IV en 1798. Presenta planta de basílica y está realizado en sillería de piedra local labrada. La fachada presenta en el centro una portada con escalera y puerta flanqueada por pilastras toscanas sobre podios. En su interior se encuentran la sala 3A y 3B del Museo Arqueológico, dedicados a la presentación de la Prehistoria, cultura túrdula y romana de la ciudad.

### Iglesia parroquial de Ntra. Sra. de la Asunción

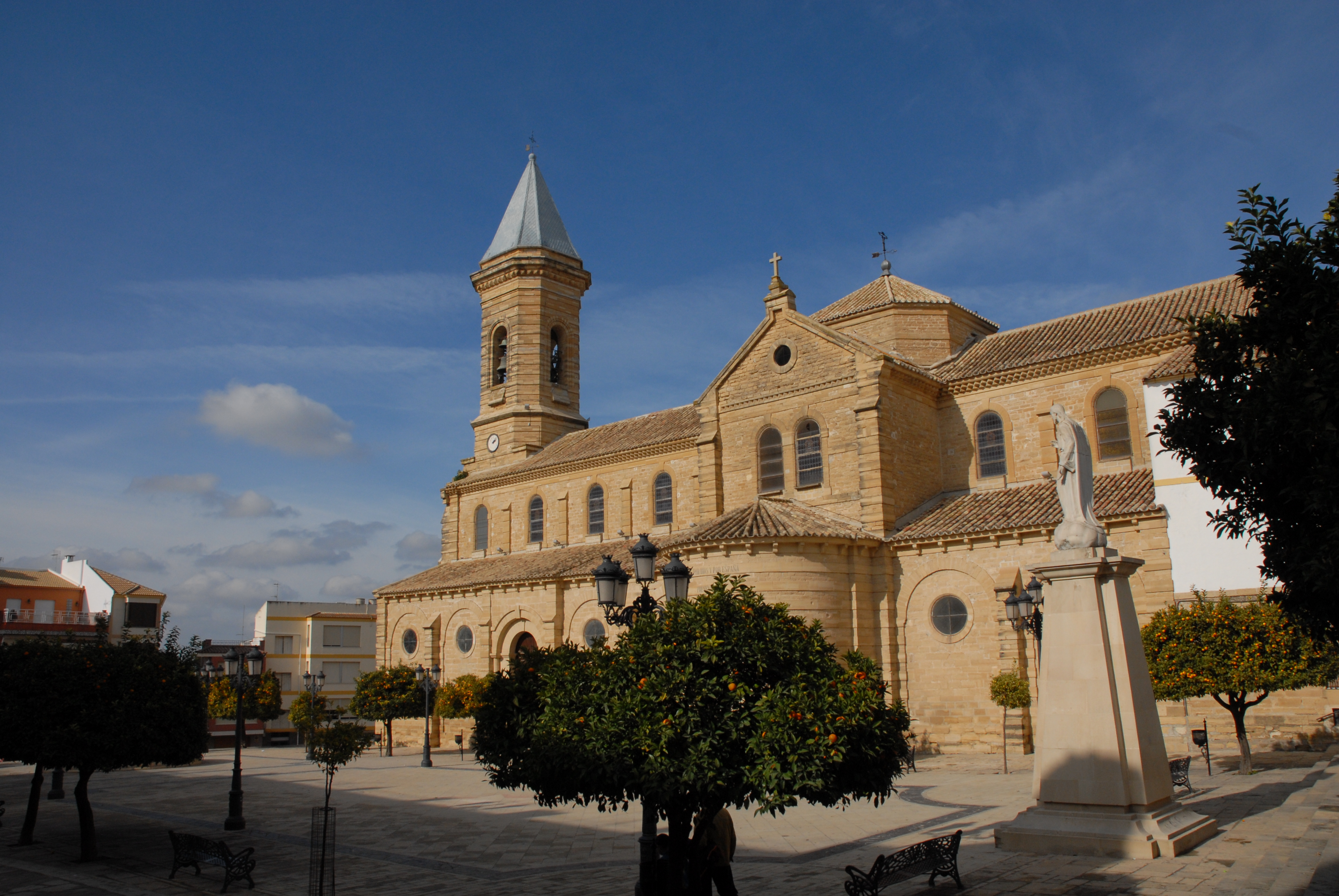
Iglesia parroquial de Nuestra Señora de la Asunción de Porcuna

Se levantó entre 1903 y 1910, tras el derrumbamiento de la calatrava iglesia gótica de Santa María la Mayor, de la que se mantuvo la sacristía, que había sido reformada en el siglo XVII por el manierista Benito del Castillo.
Fue proyectada por Justino Flórez en estilo neorrománico bizantino, debido a la escasez de recursos, a pesar de la generosa contribución del pueblo.
En cuanto a las soluciones empleadas en su interior destacan, además de las pinturas murales de Julio Romero de Torres, el amplio pórtico o nártex; los pilares cruciformes y, sobre ellos, los arcos fajones y formeros que alternan con bóvedas de crucería; la cúpula sobre pechinas del crucero o la de cuarto de esfera en la capilla del transepto.

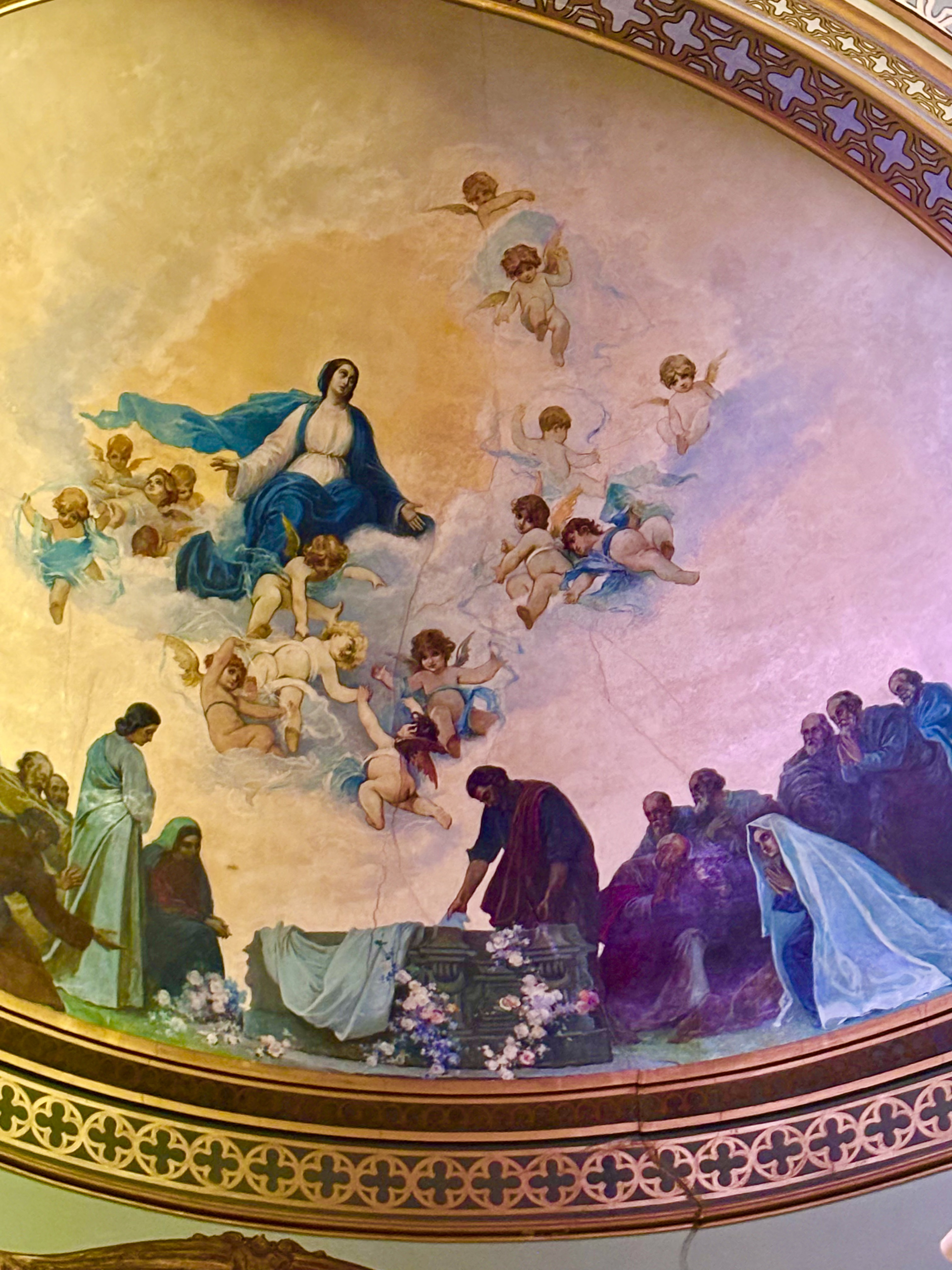
Ábside de la iglesia de Nuestra Señora de la Asunción por Julio Romero de Torres.

En el exterior, una única torre de gran altura con arquivolta y rosetón que enfatizan el medievalismo del conjunto, contrafuertes, sillares almohadillados, óculos y amplias escalinatas para solucionar el problema de desniveles.

### Torre Nueva o de Boabdil

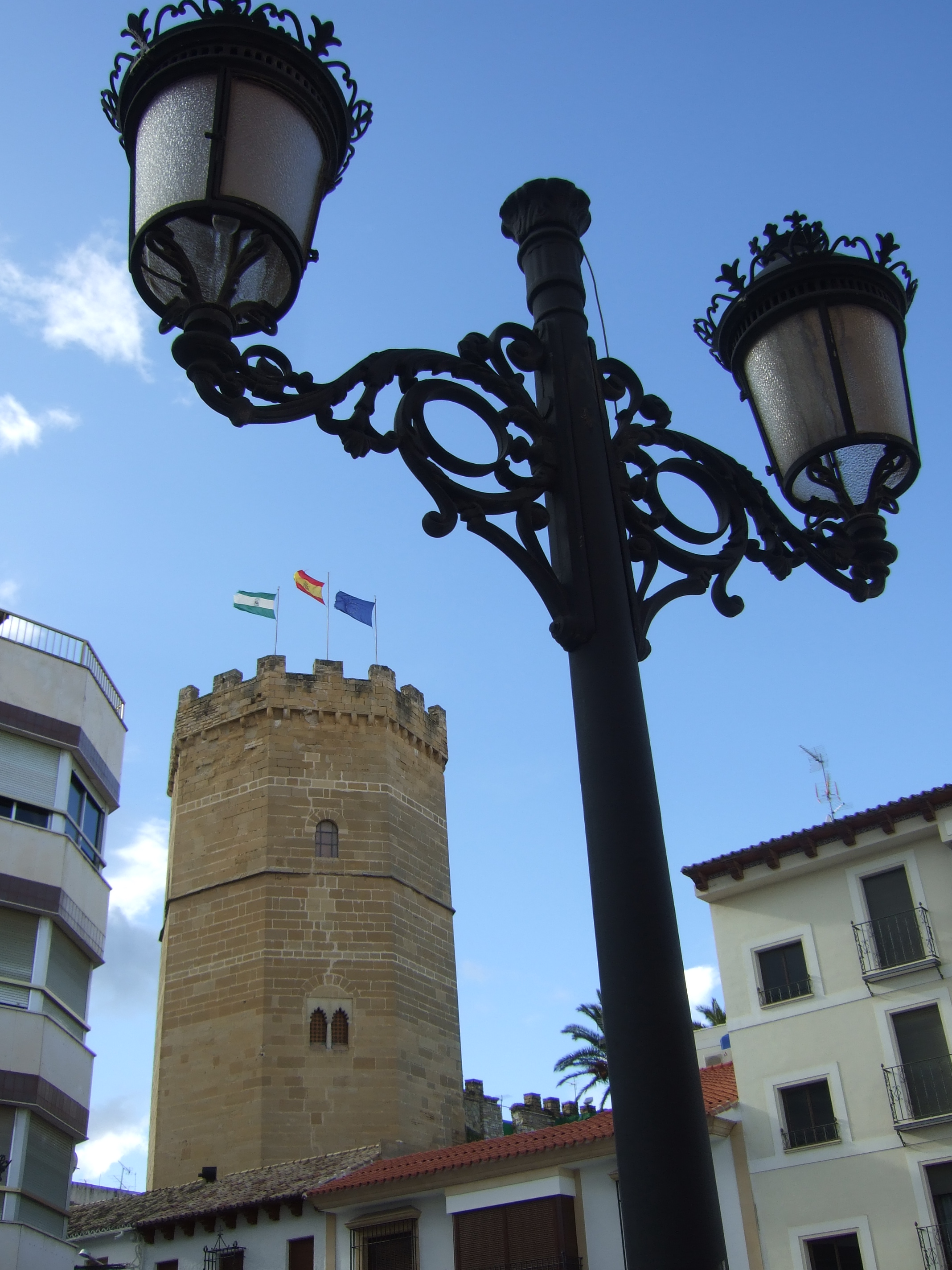
Torre nueva del castillo de Porcuna en perspectiva tomada frente a La Farola en La Carrera

Fue levantada en uno de los lados del castillo árabe, por la Orden de Calatrava, entre 1411 y 1435, fecha que figura en la lápida conmemorativa, en la que está representada la cruz de Calatrava y dos calderones.
Construida con buena sillería, alcanza los 28 metros de altura, sobre base poligonal. Con su parte baja maciza, está cubierta en su interior con bellas bóvedas góticas de ocho nervios reunidos en clave común y apeados sobre capiteles –en realidad, ménsulas–, y exhibe motivos decorativos en zigzag al gusto cisterciense. La primera cámara tiene ventanas geminadas con arcos lobulados en dos de sus caras. La puerta presenta arco de medio punto.
Debe su nombre a que en 1483 el sultán Boabdil de Granada, vivió en ella varios meses tras ser hecho prisionero en la batalla de Lucena. Fue declarada bien de interés cultural en 1982.

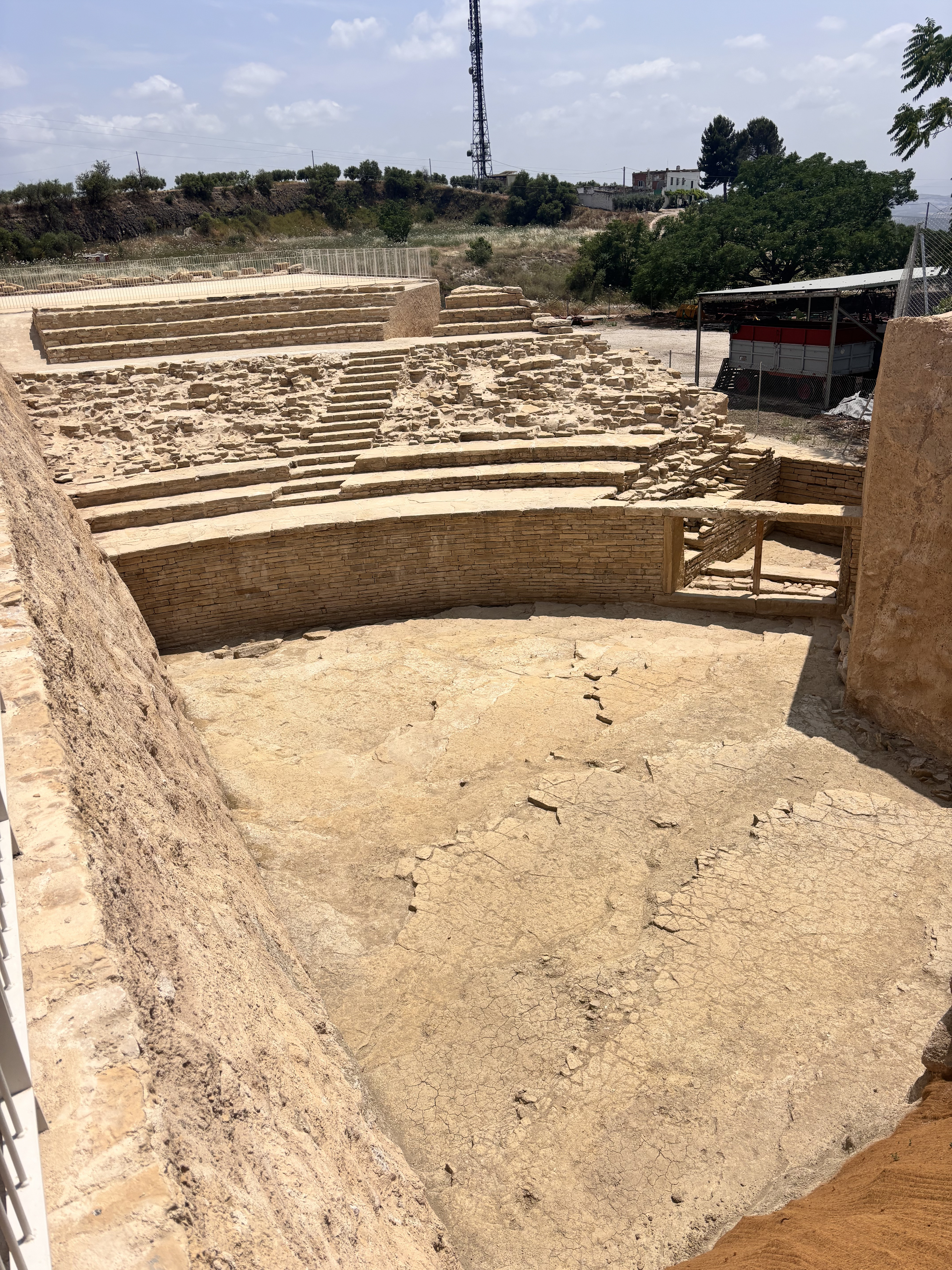
Anfiteatro romano de Porcuna

### Anfiteatro romano de Porcuna
El anfiteatro romano, uno de los más grandes descubiertos en la península ibérica junto a los de Mérida y Tarragona, fue descubierto casualmente en 2014 durante unas labores de ajardinamiento. Su recuperación comenzó finalmente en 2022 y será inaugurado al público en verano de 2025.

### Paseo de Jesús
Desde hace un siglo es el centro neurálgico de la vida lúdica de la ciudad. Es un amplio parque arbolado, jardín histórico, que contiene innumerables especies botánicas, monumentos de gran interés y bellos miradores a la campiña.

### Iglesia de San Benito

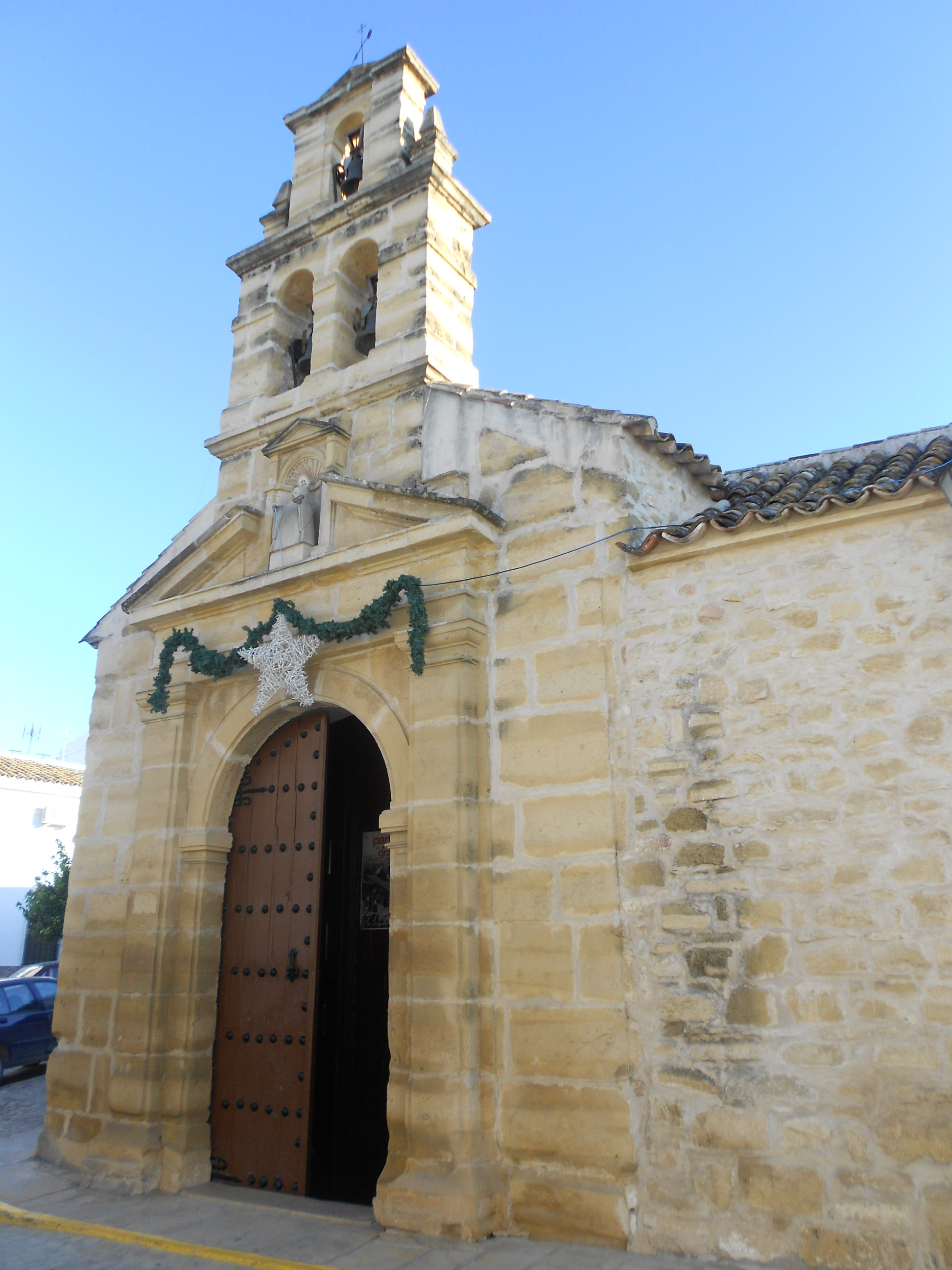
Iglesia de San Benito

De estilo gótico aunque remodelada en el s. XVIII. Fue el principal de los dos prioratos de la Orden de Calatrava en la ciudad tras su ocupación cristiana en el s. XIII. Esta iglesia sintetiza fielmente el espíritu cisterciense de la orden e integra elementos románicos, góticos, barrocos y neoclásicos bien diferentes entre sí. Consta de dos naves en forma de "L", la principal con arquería y capiteles con motivos vegetales. Al exterior exhibe una portada barroca y un campanario con cubierta del siglo XVIII. Fue declarada Bien de Interés Cultural en 2003. En esta iglesia fue sepultado Rodrigo Téllez Girón, maestre de la Orden de Calatrava. En ella se encuentra la Hermandad de la Soledad, fundada en el año 1573, siendo la Cofradía más antigua que procesiona en Semana Santa.

### Edificios de finaless.XIXen La Carrera

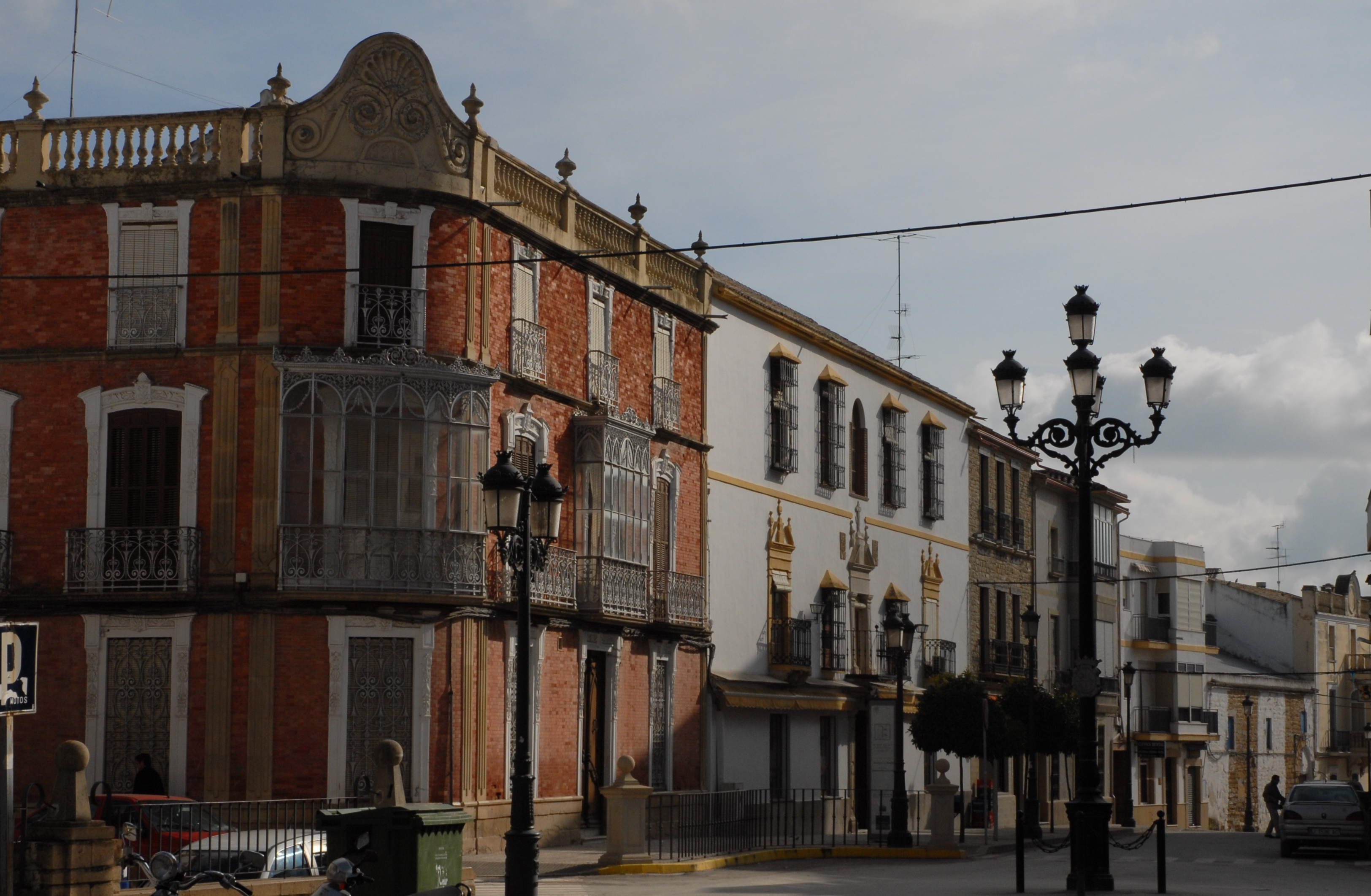
Acera de edificios originarios del cambio entre y en La Carrera de Porcuna

Única fachada conservada de edificios de finales del s. XIX y primeros del s. XX en La Carrera, calle principal de Porcuna, incluyendo vivienda modernista, edificios de sociedades culturales ("casinos"), Granero de Ceballos (pósito del s. XVII) y otra casa modernista junto a Paseo de Jesús.

### Parque Arqueológico del Cerrillo Blanco
El asentamiento de Cerrillo Blanco es una pieza extraordinaria para comprender no solo la importancia del "oppidum" túrdulo de Porcuna, sino también la propia historia de la Alta Andalucía y de todo el mundo túrdulo en general. El conjunto escultórico localizado en este asentamiento es, con diferencia, el más importante y monumental que ha proporcionado la arqueología turdetana y túrdula y clave para comprender esta cultura en el momento de su plena consolidación, durante el siglo V antes de Cristo. Este conjunto escultórico se encuentra en el Museo Provincial de Jaén. Otras piezas túrdulas se exponen en el Museo Arqueológico Municipal de Porcuna, ubicado en la Torre de Boabdil.

## Cultura

### Cine-Teatro
Existe una sala de cine, situada en el Cine-Teatro María Bellido. Casi todos los fines de semana hay una sesión el sábado y otra el domingo. El teatro es uno de los más grandes de la provincia, contando con un aforo de 460 personas.

### Museos
El Museo Arqueológico local está dividido en varias salas. Dos de ellas están situadas en el Torreón de Boabdil, y otra en el Ayuntamiento.

### Centros Escolares
- Instituto de Educación Secundaria Nuestra Señora de Alharilla
- Colegio Privado-Concertado Santa Teresa
- Colegio Público Juan Carlos I
- Centro de Adultos Molinillo Viejo

### Calendario de Fiestas Populares
- Carnaval, mediados de febrero
- Día de San Benito, 21 de marzo
- Semana Santa, marzo o abril.
- 'Chiscos' de San Marcos, 25 de abril
- Virgen de la Cabeza, último domingo de abril
- Cruces de mayo, primer fin de semana de mayo.
- Romería de la Virgen de Alharilla, Segundo domingo de mayo
- San Isidro, 15 de mayo
- Fiesta de las Flores, en Alharilla, Cuarto domingo de mayo
- Corpus Christi, mayo o junio.
- San Benito de los segadores, 11 de julio
- Verbena de San Lorenzo, 10 de agosto
- Romería de agosto de la Virgen de Alharilla, 15 de agosto
- Míaqué FEST, agosto (cada año tiene una fecha)
- Feria Real. Comienza a finales de agosto con el fin de semana de la Besana Flamenca y la Electronic Night, hasta la madrugada del 7 de septiembre
- Día de Nuestro Padre Jesús, 14 de septiembre.

## Gastronomía
Porcuna tiene en su cocina la manifestación más popular de la cultura tradicional de las gentes de campiña, a caballo entre los guisos de Jaén y los de Córdoba, siempre teniendo al aceite de oliva como el ingrediente imprescindible. No es de extrañar por tanto que junto a la muy jiennense "pipirrana" conviva aquí el "salmorejo" de las vecinas tierras cordobesas, y que los gazpachos tomen en esta ciudad personalidad propia en su peculiar "gazpacho al melón".
Entre los platos más típicos están los "violetes" (una especie de empanadilla de carne). En lo que respecta a los dulces, sobresale la llamada "gallina en leche", pastel casero elaborado con leche, azúcar, huevos, canela, almendras y pan rallado.

## Deporte

### Instalaciones deportivas
Porcuna cuenta con las siguientes instalaciones deportivas:
- Estadio Municipal de Fútbol "San Benito"
- Pabellón Polideportivo Municipal
- Piscina Municipal
- Piscina Climatizada

### Entidades deportivas
La ciudad cuenta con las siguientes entidades deportivas:
- Atlético Porcuna Club de Fútbol: Fundado en 1975, en la temporada 2019-2020 juega por primera vez en el Grupo IX de Tercera División.
- Porcuna Club de Baloncesto: Fundado en 1995, participa desde entonces en la Liga Provincial.

## Porcuneros famosos
- Tomás Toribio, arquitecto con destacada actuación en el Montevideo colonial.
- María Bellido, heroína de la Batalla de Bailén.
- Juan del Valle y Caviedes, poeta y dramaturgo.
- Sixto Heredia Herrera, expresidente de la Fábrica Nacional de Moneda y Timbre y de la Sociedad Estatal Correos y Telégrafos.
- Rafael Quero Castro, concertista de piano y profesor del conservatorio de Córdoba durante más de veinte años.
- María Alharilla, futbolista